# Sint-Apolloniakerk (Oeren)

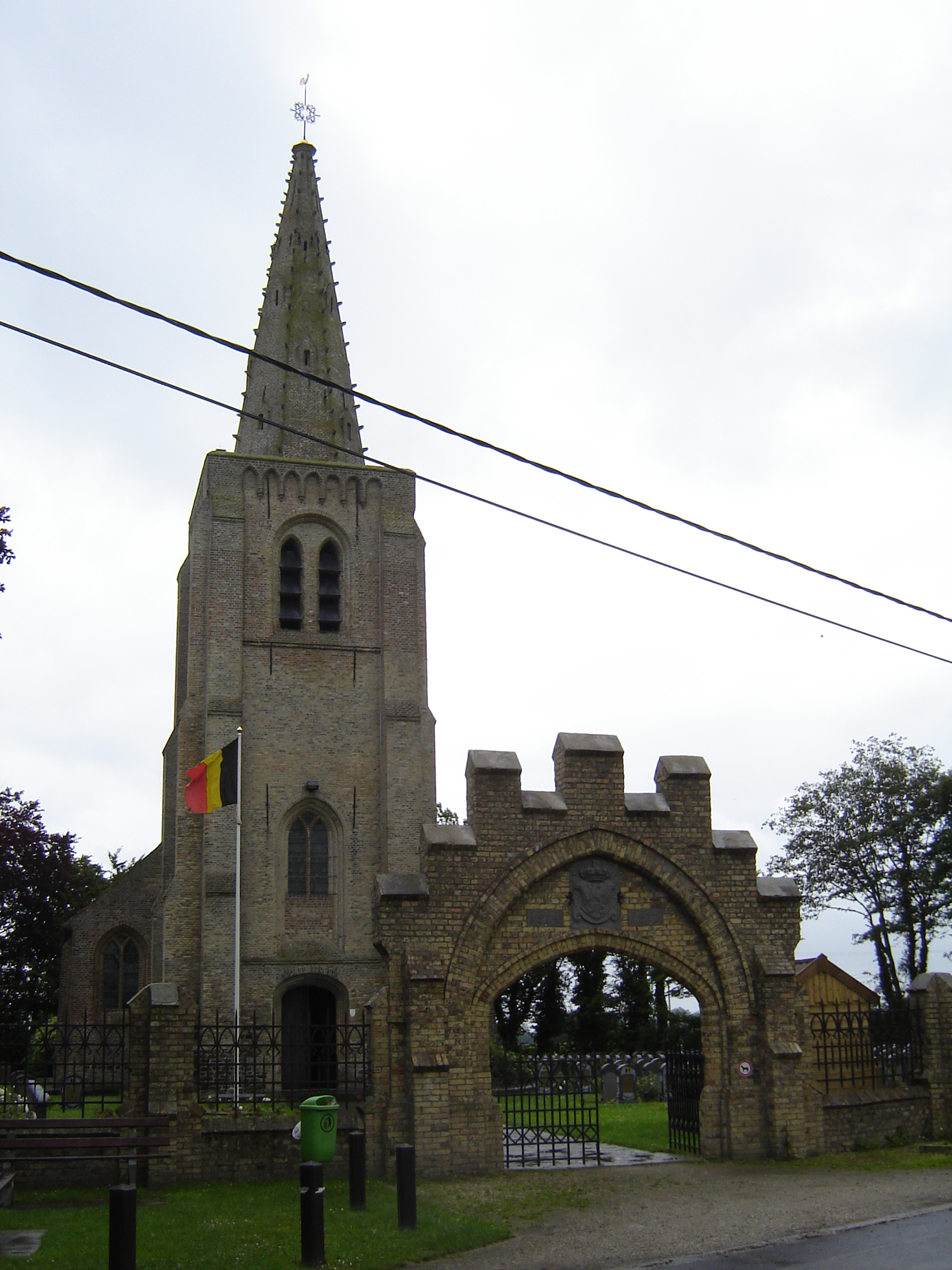
Sint-Apolloniakerk

De Sint-Apolloniakerk is de voormalige parochiekerk van het tot de West-Vlaamse gemeente Alveringem behorende dorp Oeren, gelegen aan de Oerenstraat.

## Geschiedenis
Deze kerk is gebouwd in de 16e eeuw, maar er zijn nog resten van de voorgaande romaanse kerk in de muren verwerkt. Deze kerk was gebouwd in ijzerzandsteen. De huidige kerk is een bakstenen gebouw in laatgotische stijl.
Uit het Concordaat van 1802 vloeide de vereniging van de parochies van Alveringem en Oeren voort, waarbij de kerk van Oeren in 1808 werd gedegradeerd tot kapel.
Vanaf 1915 werden Belgische gesneuvelden uit de Eerste Wereldoorlog rond de kerk begraven en ontstond de Belgische militaire begraafplaats van Oeren. In 1965 werd in de Sint-Apolloniakerk een glas-in-loodraam, uitgevoerd door Ivo Bakelants, aangebracht ter herinnering aan de gesneuvelden.

## Gebouw
De huidige bakstenen kerk omvat een zware westtoren met bakstenen spits, een driebeukig schip en een eenbeukig verlaagd koor.
Het kerkmeubilair is neogotisch en omvat onder meer een Sint-Apolloniabeeld.